# Chamaita nympha
Chamaita nympha là một loài bướm đêm thuộc phân họ Arctiinae, họ Erebidae.